# Plovnost
Vodeno tijelo, poput rijeke, jezera, ili kanala, je plovno ako je dovoljno duboko, široko i mirno, te bez prepreka kao što su stijene, drveće i niski mostovi, kako bi vodena plovila (npr. brodovi i čamci) mogla sigurno proći. 
Mostovi izgrađeni preko plovnih putova moraju imati dovoljan razmak i visinu iznad riječnog toka. Velika brzina protoka može učiniti rijeku neplovnom zbog opasnosti od sudara brodova. 
Vode mogu biti neplovne i zbog leda, osobito zimi ili u planinskim područjima. 
Plovnost također ovisi o kontekstu: mala rijeka može biti plovna manjim plovilima kao što su motorni čamac, kanu ili kajak, ali ne može ploviti veći teretnjak ili putnički kruzer. 
Plitke rijeke mogu se učiniti plovnima postavljanjem prevodnica koje reguliraju protok i povećavaju uzvodnu razinu vode, ili jaružanjem, koje produbljuje i proširuje dijelove riječnog korita. 